# Samia Suluhu Hassanová
Samia Suluhu Hassanová (* 27. ledna 1960 sultanát Zanzibar) je tanzanská politička (CCM). Byla členkou Národního shromáždění a státní ministryní pro záležitosti Unie. Od 17. března 2021 je prezidentkou Tanzanie. Úřad převzala poté, co zemřel dřívější prezident, John Magufuli.

## Život

### Mládí a vzdělání
Samia Suluhu Hassanová se narodila 27. ledna 1960 v tehdy nezávislém sultanátu Zanzibar. Po ukončení školy v roce 1977 začala Hassanová pracovat jako sekretářka na ministerstvu plánování a rozvoje. Současně absolvovala několik certifikačních kurzů, dokud v roce 1986 nezískala diplom z veřejné správy na Institute of Development Management (nyní Mzumbe University). V letech 1985 až 1997 pracovala Hassanová pro Světový potravinový program.
V letech 1992 až 1994 Hassanová studovala na univerzitě v Manchesteru a promovala s postgraduálním ekonomickým diplomem. V roce 2015 absolvovala magisterský studijní program v ekonomickém rozvoji Společenství v rámci univerzitního partnerství mezi Open University of Tanzania a Southern New Hampshire University.

### Politická kariéra
Již v roce 1987 se Hassanová stala členem tehdejší strany jednoty CCM. Ale až v roce 2000 se rozhodla stát politicky aktivní a ucházela se o jednu ze „zvláštních pozic“ vyhrazených pro ženy ve Sněmovně reprezentantů poloautonomního státu Zanzibar (Sněmovna reprezentantů Zanzibaru). Ministryní práce, rovnosti pohlaví a dětí byla jmenována prezidentem Zanzibaru Amani Karume. V roce 2005 byla znovu zvolena a znovu jmenována ministryní Zanzibaru, ale změnila portfolio a stala se ministryní cestovního ruchu, obchodu a investic.
V roce 2010 kandidovala v národních parlamentních volbách do Tanzanského národního shromáždění ve volebním obvodu Makunduchi, které vyhrála s více než 80 % hlasů. Prezident Jakaya Kikwete ji poté jmenoval svou státní ministryní pro záležitosti Unie. V roce 2014 byla zvolena místopředsedkyní výboru odpovědného za přípravu nové ústavy.
V červenci 2015 si prezidentský kandidát CCM, John Magufuli, vybral Hassanovou, aby spolu kandidovali na prezidenta a viceprezidentku. Byla první kandidátkou (spřátelenou) na tento post. Poté, co CCM zvítězila ve volbách, se Hassanová stala první viceprezidentkou Tanzanie. Poté, co prezident v březnu 2021 zemřel, po něm převzala úřad prezidenta.

### Soukromý život a rodina
Samia Suluhu Hassanová se provdala za zemědělského úředníka Hafidha Ameira v roce 1978. Mají spolu čtyři děti. Druhé dítě, Wanu Hafidh Ameir (* 1982), je členem zanzibarské Sněmovny reprezentantů.